# Едуард Кокойти
Едуард Кокойти (на осетински: Кокойты Эдуард; на руски: Эдуард Кокойты; произношение: Едуард Кокойтъ; роден на 30 октомври 1964 г. в гр. Цхинвали) е южноосетински политик.
Той е президент на непризнатата република Южна Осетия в периода 2001 – 2011. Има проруски нагласи, цели да обедини Южна със Северна Осетия в рамките на Руската федерация.
За пръв път спечелва длъжността президент на президентските избори през 2001 г., печели ги отново през 2006 г. Подава оставка на 10 декември 2011 г. Според Конституцията на Южна Осетия няма право да се кандидатира друг път.